# Superstructure (bateau)
Pour les articles homonymes, voir Superstructure.

Schéma d'un navire montrant la superstructure (9).

Sur un navire, les superstructures sont des constructions permanentes situées sur le pont principal mais ne s'étendant pas sur toute la longueur (dans ce cas, on considère que c'est un pont supplémentaire).
Les superstructures ont différents noms suivant leur emplacement. On distingue les superstructures qui s'étendent sur toute la largeur : elles sont nommées gaillard ou teugue à l'avant, château au milieu ou à l'arrière, dunette à l'arrière si elle est peu élevée ; d'autre part, les superstructures ne s'étendant pas sur toute la largeur sont appelées roufs.